# マリアン・パハース
マリアン・パハース（Marian Pahars、1976年8月5日 - ）は、旧ソビエト連邦、ウクライナ出身で元ラトビア代表のサッカー選手、サッカー指導者。本名、マリアンス・パハース（Marians Pahars）。現役時代のポジションはFW。ニックネームはラトビアのオーウェン。
持ち前のスピードとしなやかなドリブルが武器。ボディーバランスにも優れる。本来のポジションであるセンターフォワードに加え、両サイドのミッドフィルダーもこなすことができる。

## 代表歴
- ラトビア代表
  - 2004年 UEFA EURO 2004 ポルトガル大会（グループリーグ敗退）

## タイトル

### 選手時代
スコントFC
- ヴィルスリーガ:4回（1995,1996,1997,1998）
- ラトビヤス・カウス:3回（1995, 1997, 1998）

個人タイトル
- ラトビア年間最優秀サッカー選手賞:3回（1999, 2000, 2001）

### 監督時代
- バルティックカップ:2回（2014,2016）